# Kikou Kantai Dairugger XV
Kikou Kantai Dairugger XV (яп. 機甲艦隊ダイラガーXV Кико: Кантай Дайрага: Фифути:н, Бронированный флот Дайраггэр-15) — аниме-сериал, созданный на студии Toei Animation и демонстрировавшийся в Японии и Гонконге с 1982 по 1983 год. Изначально предполагалось назвать выпуск Voltes XV по аналогии с частью трилогии Robot Romance — Voltes V, но окончательным вариантом стал Dairugger XV.
В США аниме было существенно изменено и под названием Vehicle Team Voltron стало частью мультсериала «Вольтрон: защитник Вселенной». В японской версии у сериала нет ничего общего с Beast King GoLion, вместе с которым Dairugger составил «Вольтрон».

## Сюжет
На Земле царит эра процветания. Президент Терранской Лиги объявляет о начале миссии по исследованию космоса вдали от галактики. Для выполнения этого задания снаряжается исследовательский робот Дайруггэр XV. После начала исследований звёздный корабль Rugger-Guard был атакован силами Галбестонской империи. Исследователи оказались вынуждены помочь людям Галбестона найти новую планету до того как их старая погибнет и освободить галбестонцев от их деспотичного императора.

## Персонажи
Дайруггэр состоит из 15 частей, называемых «руггерами». Каждая из этих частей представляет собой корабль, который может действовать самостоятельно. Руггеры по основному своему предназначению делятся на три команды: земли, моря и воздуха. Идея 15 отдельных кораблей пришла от регби, в котором 15 игроков формируют регби-юнион. Собранный вместе робот — Дайруггэр — ростом 60 метров и весит 150 тонн.

### Команда Дайруггера
Форма команды воздуха белого цвета с тёмно-синим, команды моря — аква и тёмно-синий, команды земли — белый и красный.
| Функция           | Японское имя    | Сэйю           | Английское имя | Команда         | Транспорт                  | Часть Дайруггера       |
| ----------------- | --------------- | -------------- | -------------- | --------------- | -------------------------- | ---------------------- |
| Пилот руггера #1  | Манабу Аки      | Тосио Фурукава | Джефф Дюкан    | Команда воздуха | Command Jet Explorer       | голова                 |
| Пилот руггера #2  | Синобу Кай      | Рёма Ямамото   | Роки           | Команда воздуха | Strato Weapons Module      | верхняя часть туловища |
| Пилот руггера #3  | Сёта Круэдз     | Кодзо Сиоя     | Воло           | Команда воздуха | Advanced Recon Helicopter  | правое плечо           |
| Пилот руггера #4  | Ясуо Муцу       | Сатоми Мадзима | Чип Стокер     | Команда воздуха | Advanced Recon Helicopter  | левое плечо            |
| Пилот руггера #5  | Патти Эллингтон | Кэйко Хан      | Джинжер        | Команда воздуха | Falcon VT Fighter          | плита на груди         |
| Пилот руггера #6  | Миранда Китс    | Хидэюки Хори   | Крик           | Команда моря    | Communications Module      | бёдра                  |
| Пилот руггера #7  | Харука Кага     | Харуми Иидзука | Лиза           | Команда моря    | Space Prober               | правое бедро           |
| Пилот руггера #8  | Сарути Катц     | Масахару Сато  | Тагор          | Команда моря    | Space Prober               | левое бедро            |
| Пилот руггера #9  | Тацуо Идзумо    | Сё Хаями       | Шэннон         | Команда моря    | Multi-Wheeled Explorer     | правый голень          |
| Пилот руггера #10 | Бамус Каратея   | Кэн Ямугути    | Зандее         | Команда моря    | Multi-Wheeled Explorer     | левый голень           |
| Пилот руггера #11 | Уолтер Джек     | Кацудзи Мори   | Клифф          | Команда земли   | Jet Radar Station          | талия                  |
| Пилот руггера #12 | Моя Киригас     | Нана Ямагути   | Синда          | Команда земли   | Rotating Personnel Carrier | правое предплечье      |
| Пилот руггера #13 | Мэк Чаккер      | Бандзё Гинга   | Модох          | Команда земли   | Armored Equipment Carrier  | левое предплечье       |
| Пилот руггера #14 | Тасуку Идзу     | Синго Хиромори | Марвин         | Команда земли   | All-Terrain Space Vehicle  | правая нога            |
| Пилот руггера #15 | Кадзуто Нагато  | Хироси Охтакэ  | Хатч           | Команда земли   | All-Terrain Space Vehicle  | левая нога             |

### Другие герои
| Японское имя | Сэйю           | Английское имя              |
| ------------ | -------------- | --------------------------- |
| Дзиндзи Исэ  | Хидэюки Танака | Командующий Джеймс Хаукинс  |
|              |                | Космический маршал Грэхам   |
|              |                | Командующий Стиле           |
| Дик Асимов   | Кодзи Яда      | Капитан Ньюли               |
|              |                | Профессор Пейдж             |
| Тэлэсу       | Кодзи Тотани   | Вражеский командующий Хазар |
| Дорик        |                | Вражеский офицер Монго      |
|              |                | Канцлер Мозак               |
|              |                | Дорма                       |
| Брак         |                | Бакки                       |
|              |                | Капитан Нерок               |
|              |                | Маршал Кизор                |
|              |                | Вайсерой Трок               |
|              |                | Император Зеппо             |

## Игрушки
В начале 1980-х игрушки оригинального ST Dairugger были выпущены Popy Pleasure под игрушечным номером выпуска GB-72, как часть лейбла Chogokin. Они были созданы из высококачественных материалов. Позже последовала разбирающаяся модель GB-73 DX Dairugger, правда она могла разбираться только на три больших собирающихся машины. Также была выпущена версия игрушки большого размера. Самый маленький не-разбирающийся ST Dairugger и полностью трансформирующийся пластиковый Дайруггэр XV были распроданы в США как часть серии «Вольтрон» от Matchbox под названием Вольтрон. В то же время версия Popy была оснащена мечом, ракетами и стикерами, которые не вошли в версию от Matchbox.

## Музыка
Начальная композиция
«Ginga no Seishun» исполняет Цунэити Кавадзу
Конечная композиция
«Ai wo Tsutaeru Tabi» также исполняет Цунэити Кавадзу

## Различия между японской и американской версией
В изданной в США версии сюжет был адаптирован во вселенную Вольтрона. После успешной экспедиции на планету Арус в дальней части галактики в первых сериях технология Вольтрона была доставлена назад на Землю, чтобы помочь галактическому альянсу в идущей войне с друльской империей. Планеты альянса были сильно перенаселены и был отправлен флот исследователей в поисках новых планет для колонизации. По пути они привлекли внимание друльских войск. Так как Арус расположен довольно далеко от Земли, то Вольтрон с Аруса не мог прийти на помощь исследователям, поэтому был создан новый робот.
- Оригинальные японские сериалы Dairugger XV и GoLion не имеют ничего общего между собой в отличие от их американской версии. Галактический альянс существует в оригинале только в Dairugger XV, так как в GoLion Земля была уничтожена.
- Множество союзников и врагов погибло в оригинальной японской версии Dairugger, тогда как в американской они просто исчезали без всякого объяснения. Конец Dairugger XV отличается от его версии в «Вольтроне» — в конце американской версии нет описания настоящей судьбы императора Дзэппо.
- В японской версии Хадзар гибнет в мучениях. Она не становится новым лидером восставших, это место занимает её сестра Дорма; сериал заканчивается на том, что в друльской империи воцаряется мир.
- Аки (Джефф) и Харука (Лиза) имели серьёзные отношения.